# 聖佩德羅薩卡特佩克斯 (危地馬拉省)
聖佩德羅薩卡特佩克斯是危地馬拉的城鎮，由危地馬拉省負責管轄，位於該國南部，距離首都危地馬拉市22公里，面積148平方公里，海拔高度2,122米，2002年人口31,503。
14°41′03″N 90°38′39″W / 14.6842°N 90.6442°W